# Otakar Hřímalý
Otakar Hřímalý, Отакар Гржимали (20. prosince 1883 Černovice (Ukrajina) – 10. července 1945 Praha) byl český hudební skladatel a pedagog.

## Život
Pocházel z hudební rodiny Hřímalých. Jeho otec byl hudební skladatel Vojtěch Hřímalý mladší a strýcem houslista Jan Hřímalý. Po studiích na gymnáziu v Černovcích (tehdy součást Rakousko-Uherska) odešel do Vídně, kde studoval na filozofické fakultě a na konzervatoři. Po studiích působil v Moskvě jako sbormistr opery a dirigent operního oddělení Moskevské konzervatoře.
Po Říjnové revoluci se stal dirigentem Velkého divadla v Moskvě a inspektorem hudby v Lidovém komisariátu národní osvěty. V těchto funkcích pracoval do roku 1922. Poté se vrátil do Černovců, kde byl profesorem hudby a ředitelem hudebního ústavu Societatea filarmonică. V této době byl na vrcholu svých tvůrčích schopností a vznikla zde většina jeho díla.
Na počátku 2. světové války obsadila Bukovinu sovětská vojska a Hřímalý se uchýlil do Prahy. Stal se profesorem klavíru a nauky o hudebních nástrojích na Pražské konzervatoři. Od roku 1943 vyučoval i skladbu a další teoretické předměty.

## Dílo
Byl skladatelem romantického zaměření, nejen co do volby témat, ale i co do kompoziční a instrumentační techniky. Jeho dílo vycházelo zejména z ruského a rumunského prostředí. V Čechách nemělo velký ohlas.

### Orchestrální skladby
- 7 symfonií (Sedmá symfonie z roku 1944 je jeho posledním dílem)
- Ganymed (symfonická báseň, 1908)
- Variace na ruské téma Ej, uchněm (1920)
- Fantasie capriccio op. 9 (1915)
- Houslový koncert op. 29 (1930)
- Klavírní koncert op. 30 (1933)
- Concertino na rumunské téma op. 32
- Symfonická suita pro velký orchestr (1940)

### Vokální skladby
- Hlad op. 14 (kantáta, 1921)
- Idyla Bílého lotosu (opera, 1922)
- Ballades des cloches op. 24 (kantáta pro ženský sbor a orchestr, 1929)
- Žalm op. 25 (kantáta pro ženský sbor a orchestr, 1929)

### Balety
- Souboj s přízrakem (1942)
- Příběhy čertíka (1943)

### Komorní hudba
- Sonata pro klavír op. 2(1909)
- Smyčcový kvartet op. 4 (1910)
- Sonáta pro housle a klavír op. 5 (1911)
- Préludes op. 6 (klavír, 1911)
- Variace na vlastní téma op. 8 (klavír, 1912)
- 7 pohádek op. 10 (klavír, 1918)
- Smyčcový kvartet op. 11 (1928)
- Klavírní kvintet op. 12 (1919)
- Sonata pro klavír op.15 (1922)
- Sonata pro klavír op. 16 (1922)
- Mélodies et impressions op. 17 (klavír, 1922)
- Sonáta pro violoncello a klavír op. 19 (1923)
- Smyčcový kvintet op. 22 (1924)
- Koncertní parafráze na Straussovy valčíky op. 26 (2 klavíry, 1929)
- Sonáta pro housle a klavír op. 28 (1930)
- Klavírní kvartet op. 35 (1938)